# Radom (Antennenkuppel)

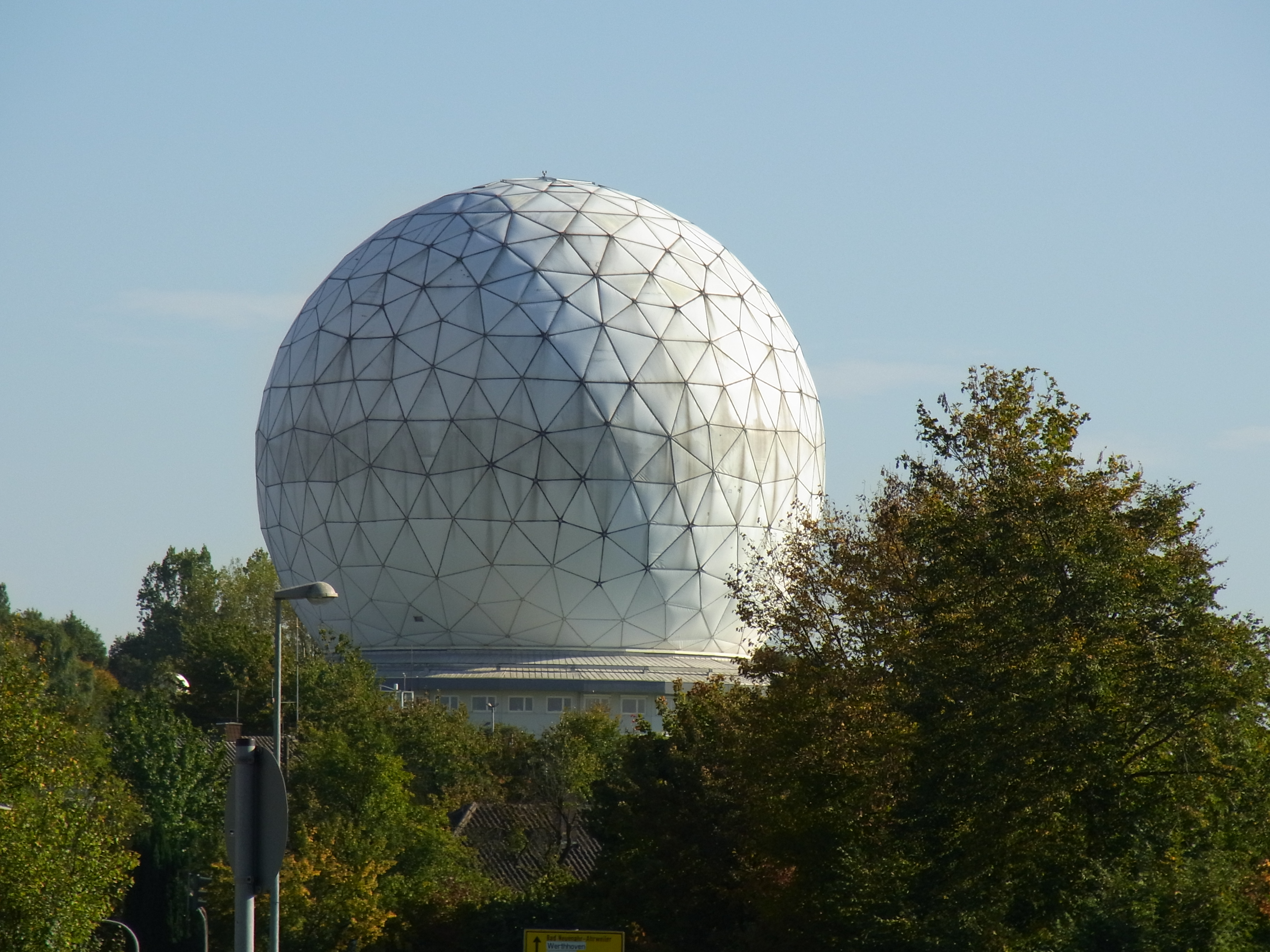
Ein sehr großes Radom, von der Fraunhofer-Gesellschaft (vormals FGAN) in Wachtberg

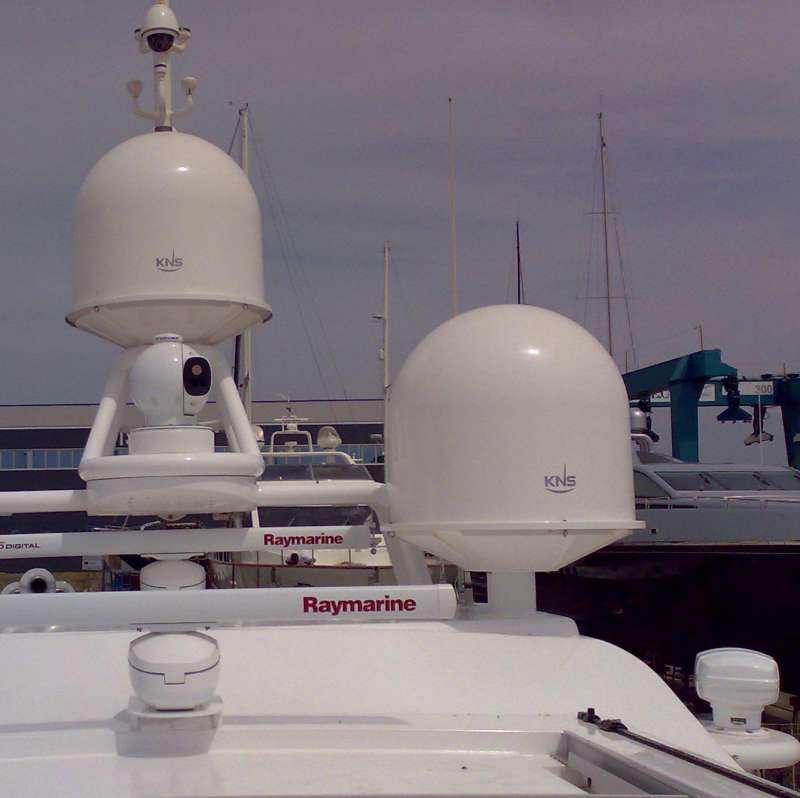
Radoms über den Parabolantennen für den Empfang von Satellitenfernsehen auf einer privaten Yacht

Ein Radom (engl. radome; Kofferwort aus "Radar" und "dome"; Plural: Radoms oder Radome), teilweise, auch als Radarkuppel bezeichnet, ist eine geschlossene Schutzhülle für eine oder mehrere Antennen. Die Bezeichnung wird unabhängig von der Größe der Antennen verwendet. Die Antennen im Radom können fix montiert oder drehbar sein. Drehbare Antennen, z. B. von Primär- und IFF- oder Sekundärradar, können mittels horizontalen Rotoren sich drehen, können aber auch horizontal und/oder vertikalen positionierbar sein. Ebenso können Antennen über einen vorbestimmten vertikalen und/oder horizontalen Winkelbereich horizontale und/oder vertikale Scans zu ermöglichen.Sec. 7.12. Radome schützen Antennen und mechanischen Teile vor korrosiven Einflüssen z. B. Salzwassergischt in Küstennähe oder auf dem Meer, vor mechanischen Einflüssen, z. B. Wind, Regen und bei Kälte vor Vereisung und können auch als Sichtschutz dienen.
Radome können eine oder mehrere Antennen beherbergen, z. B. bei kombinierten PSR- und SSR- oder IFF-Radarsensoren. Dabei können Radome sowohl freitragend, z. B. aus Fiberglas sein oder aus einer Hülle die pneumatisch unter Druck gehalten wird. Die Größe der Radoms hängt dabei von den Abmessungen der Antennen ab, die von einem Radom geschützt werden sollen. Die Größe einer Antenne hängt vor allem vom benötigten Antennengewinn und den genutzten Wellenlängen ab und nur zu einem kleineren Teil vom Antennentyp. Die Form eines Radoms wird außer der Form und den äußeren Abmessungen der Antennen, bei positionierbaren, rotierenden oder scannenden Antennen vom horizontalen und vertikalen Dreh- oder Scan-Radius bestimmt.
Auch wenn der Einsatz von Radomen in Luftfahrzeugen oder an manchen Standorten notwendig ist, kann durch Einsatz von manchen Radomen die Erfassungsgenauigkeit leiden.

## Verwendung

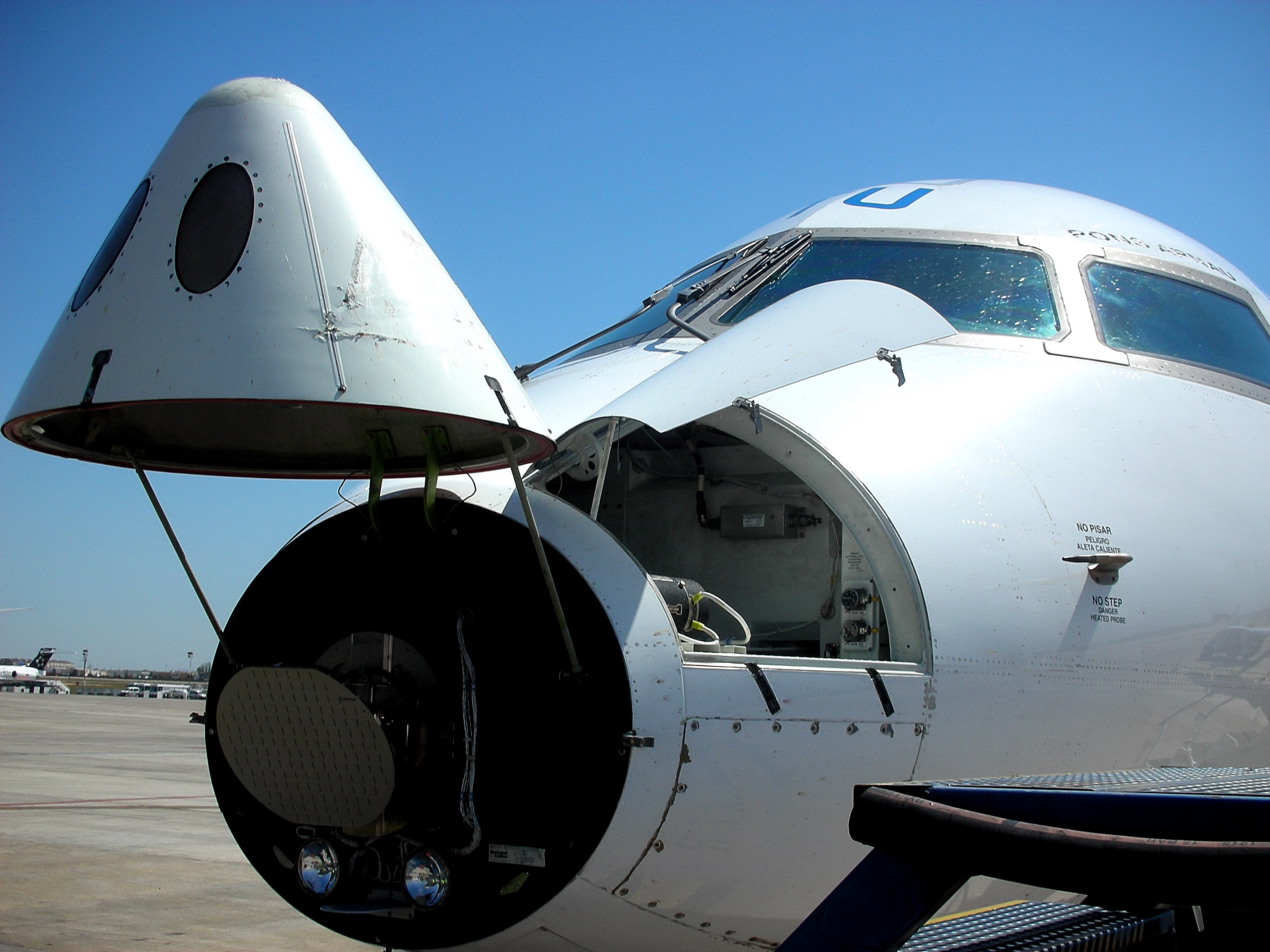
Nase eines Bombardier CRJ mit hochgeklappten Radom und Antennenspiegel des Wetter-Radar-Sensors links unten

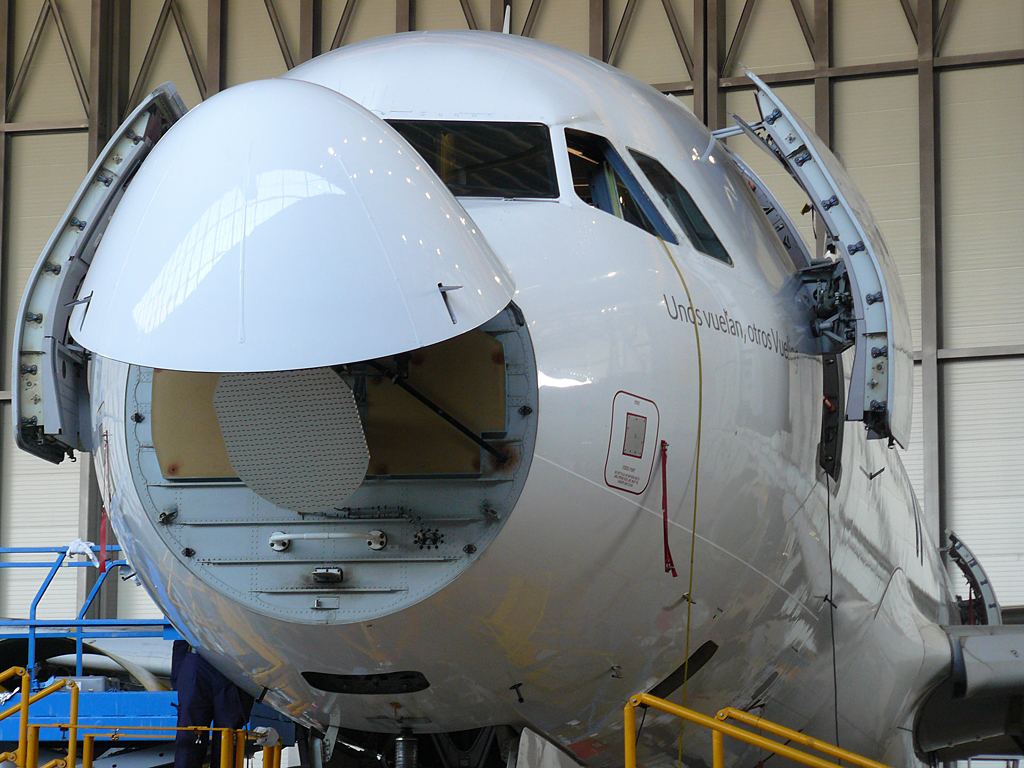
Radom in der Nase eines AIRBUS A320

Radoms finden sich an zivilen und militärischen Radaranlagen (z. B. Flugsicherungs- und Air-Defence- oder Wetter-Radaren), an Land, auf Schiffen oder in Luftfahrzeugen. Die Größe und Form von Radoms hängt dabei von der Größe und Anzahl der Antennen ab, die von einem Radom geschützt werden sollen. Die Antennengröße wird durch den benötigten Antennengewinn, die Wellenlänge und zu einem kleineren Teil vom genutzten Antennentyp bestimmt. SSR- oder IFF-Radar-Sensoren verwenden z. B. Hogtrough-Antennen oder LVA-Antennen. Sind diese zusätzlich mit der Parabolantenne eines Primärradars kombiniert, so wird ein entsprechend größeres Radom benötigt.
Bei Nutzung für Radarsensoren im C-, X- oder anderen Frequenzbereichen mit noch kleineren Wellenlängen, bei Richtfunkstrecken oder Satellitenkommunikation an Land, mobil auf Fahrzeugen, Schiffen und Luftfahrzeugen werden aufgrund der sehr viel kleinen Wellenlängen im Vergleich zu PSR- und SSR- oder IFF-Radarsensoren im L- und S-Band sehr viel kleine Radome benötigt.
Radome ermöglichen gegenüber die ohne Radom betriebenen Antennen aufgrund der fehlenden Windlast sowohl konstantere Dreh- und Scan-Bewegung der Antennen, als auch genauere Positionierung der Antennen und schützen die Antennen gegen die korrosiven Einflüsse, z. B. auf Schiffen, auf dem Meer und an der Küste durch Salzwasser. Auch die Bugverkleidung von Flugzeugen, die in der Flugzeugnase ein Navigations- oder Wetterradar besitzen wird Radom genannt.
Radoms halten insbesondere Witterungseinflüsse (Wind, Niederschläge und Vereisung) von den Antennen ab und können sowohl freitragend sein oder pneumatisch unter Druck gehalten werden.
Bei Flugzeugen müssen Radome zusätzlich zu der lokal maximal auftretenden Windgeschwindigkeit zusätzlich auch dem der Fluggeschwindigkeit entsprechenden Luftwiderstand standhalten. Auf Marineschiffen schützen sie auch vor unerwünschtem Einblick. Antennenanlagen der Radioastronomie können genauer positioniert werden, wenn ein Radom den Einfluss von Wind abhält. Demgegenüber wird eine materialabhängige zusätzliche Dämpfung durch die Radomhülle (etwa 1–2 dB) in Kauf genommen.
Für die Schutzhülle um ein Radar müssen Materialien verwendet werden, die für Funkwellen (kurzwellige elektromagnetische Wellen) besonders gut durchlässig sind. Sie sollen Strahlung möglichst wenig reflektieren, absorbieren, brechen, streuen oder deren Polarisation ändern. Materialien für Radoms, die sowohl die erforderlichen mechanischen als auch elektrischen Eigenschaften erfüllen, sind im Wesentlichen glasfaserverstärkte Kunststoffe (organische Harze, wie z. B. Epoxy-Harze, Polycarbonate oder Polyethylenterephthalate) für Anwendungen im niedrigeren Temperaturbereich und Keramiken (Aluminiumoxid, Berylliumoxid) für hohe Temperaturbeanspruchung. Für Sandwich-Kernschichten finden auch schaumstoffartige Materialien Verwendung. Am Boden werden dazu in der Regel drei- bis sechseckige Elemente aus glasfaserverstärkten Kunststoffen genutzt, die dann zu einer selbsttragenden kugelartigen Form, oft einer geodätischen Kuppel zusammengefügt werden. Das erste Radom wurde 1941 aus Plexiglas für ein experimentelles S-Band Radar einer Douglas B-18A hergestellt.
Gut geeignet sind auch Traglufthallen aus flexiblen Materialien. Sie erhalten ihre Form durch einen leichten Überdruck im Inneren und sind durch Druckschleusen zu betreten. Ihr Nachteil ist, dass diese Traglufthallen sich bei starkem Wind oder Sturm deformieren und somit die Hülle in den Bereich der sich drehenden Antenne gerät. Aus Sicherheitsgründen muss dann ab einer gegebenen Windgeschwindigkeit die Antennendrehung abgeschaltet werden, um Schäden an der Antenne zu vermeiden.
Ein Radom kann auch benutzt werden, um die darin befindliche Antennenanlage zu verbergen. Äußere Beobachter können dann nicht auf die technische Einrichtung im Inneren schließen. Gerade militärische Einrichtungen werden häufig von Radoms optisch geschützt (Bsp. Großer Arber, das tieferliegende Radom für den ehemaligen Funkhöhenmesser).
Das weltweit größte Radom, das der Fraunhofer-Gesellschaft (vormals FGAN), steht im kleinen Dorf Werthhoven in der Gemeinde Wachtberg.
Trotz der meist hellen Färbung der Radoms entstehen durch Sonneneinstrahlung und der Abwärme der beherbergten Systeme innerhalb des Radoms Temperaturen, die durch Zwangsbelüftung oder Klimaanlagen auf ein für Mensch und Technik erträgliches Maß reduziert werden müssen.

## Radome in Europa

### Deutschland

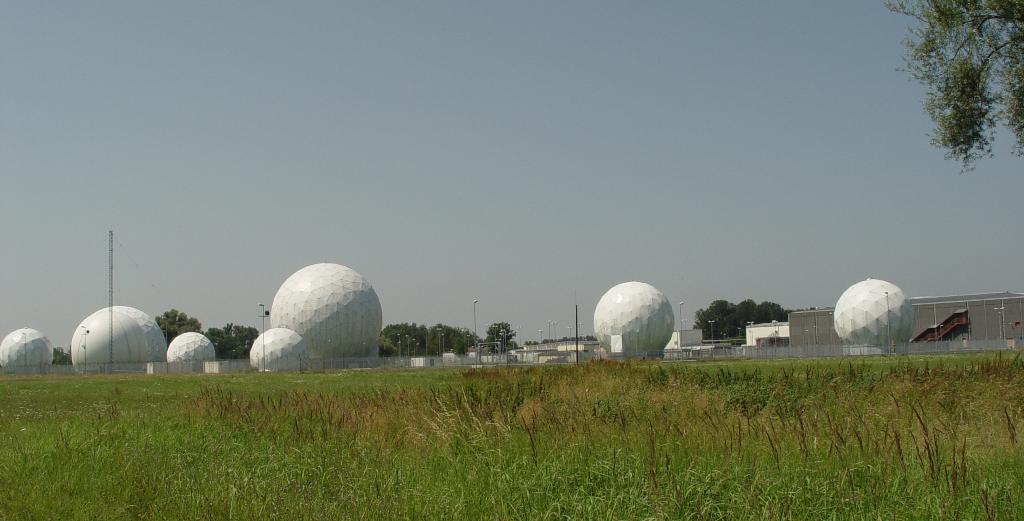
Radoms der geheimdienstlich genutzten Bad Aibling Station

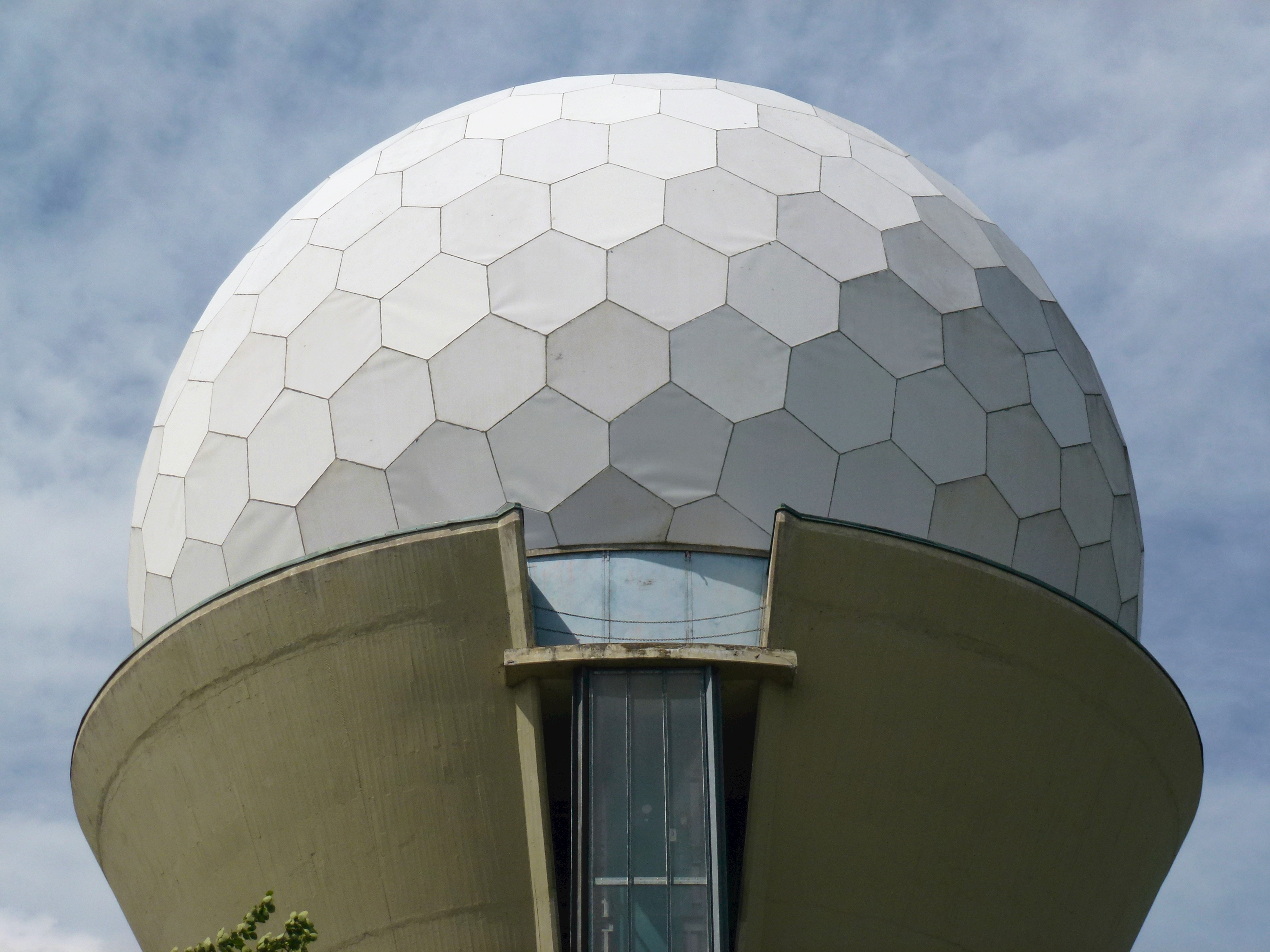
Radarstation beim Flughafen Stockholm/Bromma, auch „der Golfball“ genannt

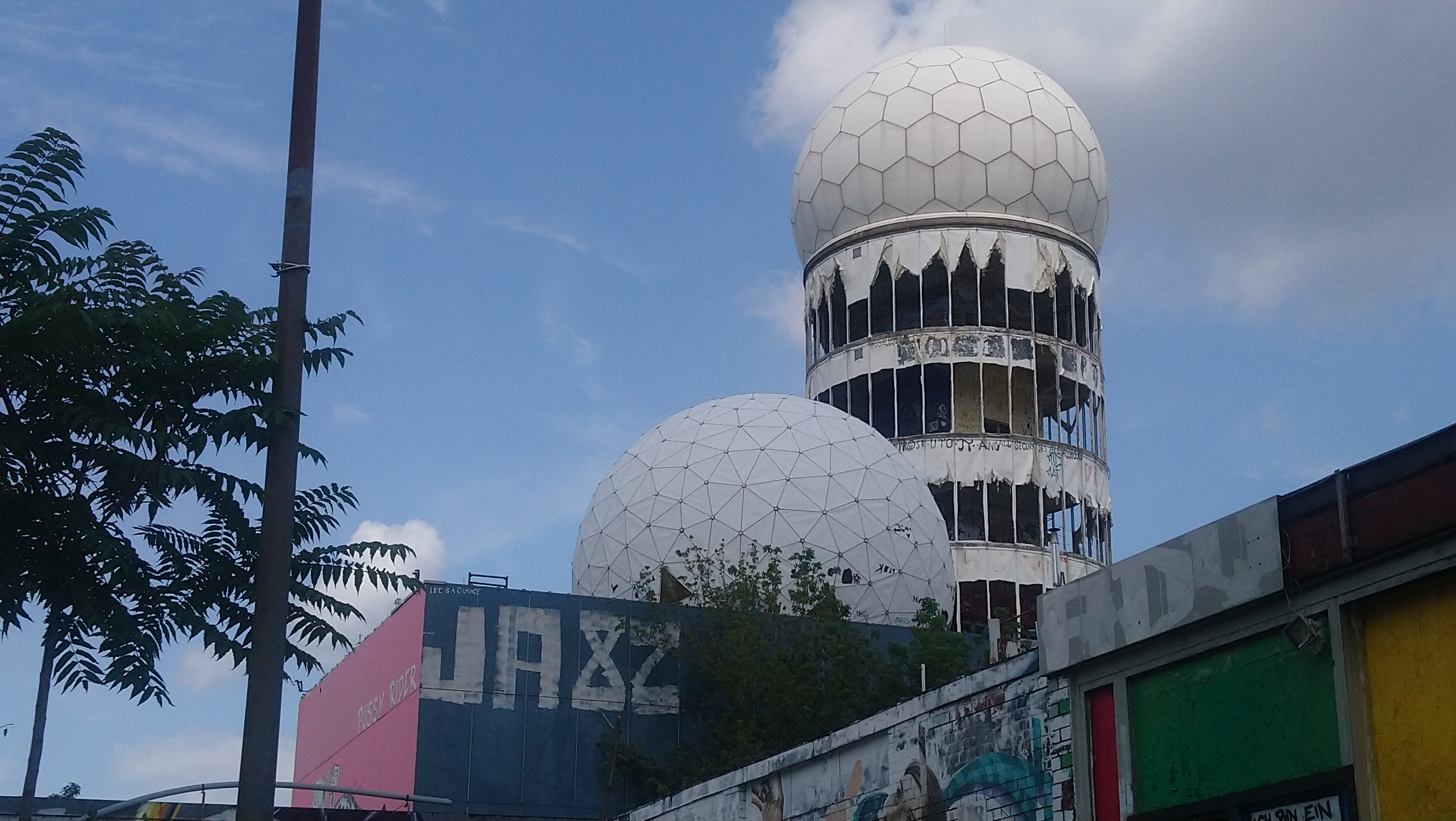
Radome der Flugüberwachungs- und Abhörstation der US-amerikanischen Streitkräfte am Teufelsberg in Berlin (2017)

- Radom Raisting, Antenne 1 der Erdfunkstelle Raisting, Denkmal
- Fernsehturm Müggelberge, Berlin-Köpenick
- Alter Fernsehturm am Brocken (Radar, seit ca. 1995 als Ersatz für den Antennenträger)
- Die ehemalige US-amerikanische Abhöranlage und Flugüberwachungsstation auf dem Teufelsberg in Berlin (insgesamt 5 Kuppeln); einige Kuppeln wurden danach zeitweise für zivile Flugsicherungsradar-Anlagen verwendet

- Einige Radoms der zivilen Flugsicherung, u. a.
  - Nahbereichsradare auf größeren Flughäfen, z. B. Radarkuppel auf dem Flughafen Berlin-Tempelhof
- Bundeswehr-Radarstationen:
  - auf der Wasserkuppe (Rhön, Landkreis Fulda), siehe auch Fulda Gap (errichtet Ende der 1950er Jahre durch die US Air Force und der französischen Armée de l’air, 1979 als Standort eines NATO-Radars durch die Bundeswehr übernommen), mittlerweile Kulturdenkmal und öffentlich zugänglich
  - weitere in Nord- und Mitteldeutschland: bei Putgarten (Rügen), Auenhausen (NRW), Cölpin und Elmenhorst (Mecklenburg), Döbern (Brandenburg), Nobitz-Gleina (Thüringen)
  - in Süddeutschland: auf dem Döbraberg in Oberfranken, am Großen Arber (höchster Gipfel des Bayerwaldes) und nördlich von Freising in Haindlfing (Oberbayern)[6]; auf dem Weichenwang bei Meßstetten (Schwäbische Alb) und nördlich Bad Mergentheim-Löffelstelzen (Württemberg)
  - Weitere Bundeswehr-Radarstationen, u. a. beim Einsatzführungsbereich 2 Erndtebrück (NRW), und Radarstellung bei Brekendorf (Hüttener Berge, Schleswig-Holstein)
  - Frühere Radarstationen am Erbeskopf (Rheinland-Pfalz), bei Brakel-Auenhausen (NRW, ehem. britische Radarzentrale) und in der Mercator-Kaserne bei Euskirchen (NRW, 1974 bis 2018 als Satelliten-Bodenstation der NATO)[7]
- Radoms der Bad Aibling Station
- Ionosphäreninstitut in Rheinhausen-Niederhausen (Breisgau), Abhöranlage des BND[8][9] 48° 15′ 30,6″ N, 7° 42′ 2,8″ O
- Sternwarte Bochum
- Radom Wachtberg (NRW), Experimentalradar des Fraunhofer-Institut für Hochfrequenzphysik und Radartechnik
- Radoms des Deutschen Wetterdienstes auf einigen seiner 16 Wetterradar-Anlagen, u. a. Putbus auf Rügen (Mecklenburg-Vorpommern), Flechtdorf in Nordhessen, bei Dreieich-Offenthal und auf dem Feldberg (Schwarzwald)
- BND-Anlage in der Hohensaaß bei Hof
- Egelsbach Transmitter Facility

### Österreich
- drei zivile Großraum-Flugsicherungsradare der Austro Control (Leiser Berge (NÖ), Feichtberg (OÖ) und Koralpe (Ktn))
- Nahbereichsradare von Flughäfen (Wien und Salzburg)
- vier Weitbereichsradare Goldhaube des Bundesheeres (Niederösterreich, Salzburg, Kärnten)
- weitere lokale Radarstationen
- Radoms der Satellitenstation Graz-Lustbühel (Steiermark)
- Radoms einiger Wetterdienste und Sternwarten

### Schweden
- Radarturm in Bromma, Flugüberwachung beim Flughafen Stockholm/Bromma, wegen seines Aussehens auch „der Golfball“ genannt

### Schweiz
- Radarstation der Flugüberwachung Skyguide, oberhalb von Boppelsen ZH auf der Lägern (Teil des Jura; schmaler Höhenrücken zwischen Baden und Dielsdorf in den Schweizer Kantonen Aargau und Zürich)
- Hagenturm auf dem Randen bei Merishausen im Kanton Schaffhausen
- Wetterradare von MeteoSwiss auf der Dôle, auf dem Albis, auf dem Monte Lema, auf der Pointe de la Plaine Morte (seit Winter 2013/2014) und seit Ende 2016 auch auf dem Weissfluhgipfel[10]

### Frankreich
Der Radom von Pleumeur-Bodou mit seinen Einrichtungen wurde für die Übertragungen der ersten „Telstar“-Satelliten 1961 gebaut (erste Übertragung am 11. Juli 1962). Die Gegenstation war in den USA in der Stadt Andover (Maine).
Der Radom hat eine Höhe von 50 m und besteht aus einer 2 mm dicken Hülle aus Dacron. Die überdeckte Fläche beträgt ca. 10.000 Quadratmeter (und würde damit Platz für den Triumphbogen in Paris bieten).
Im Inneren des Radoms befindet sich eine dreh- und schwenkbare Hornantenne (54 m lang, 30 m hoch, Masse 340 t) für die Frequenz von 137 MHz. Empfangene Signale wurden direkt an der Antenne mit tiefgekühlten Verstärkern vorverstärkt und weiteren Stufen zugeführt.
Heute befindet sich auf dem Gelände ein Kommunikations-Museum. Der Radom kann besucht und die Antenne besichtigt werden. Im Radom finden auch Filmvorführungen statt. Der Radom steht unter Denkmalschutz.

### Griechenland
Auf der Insel Rhodos finden sich aufgrund der Nähe zur Türkei zahlreiche Radoms.

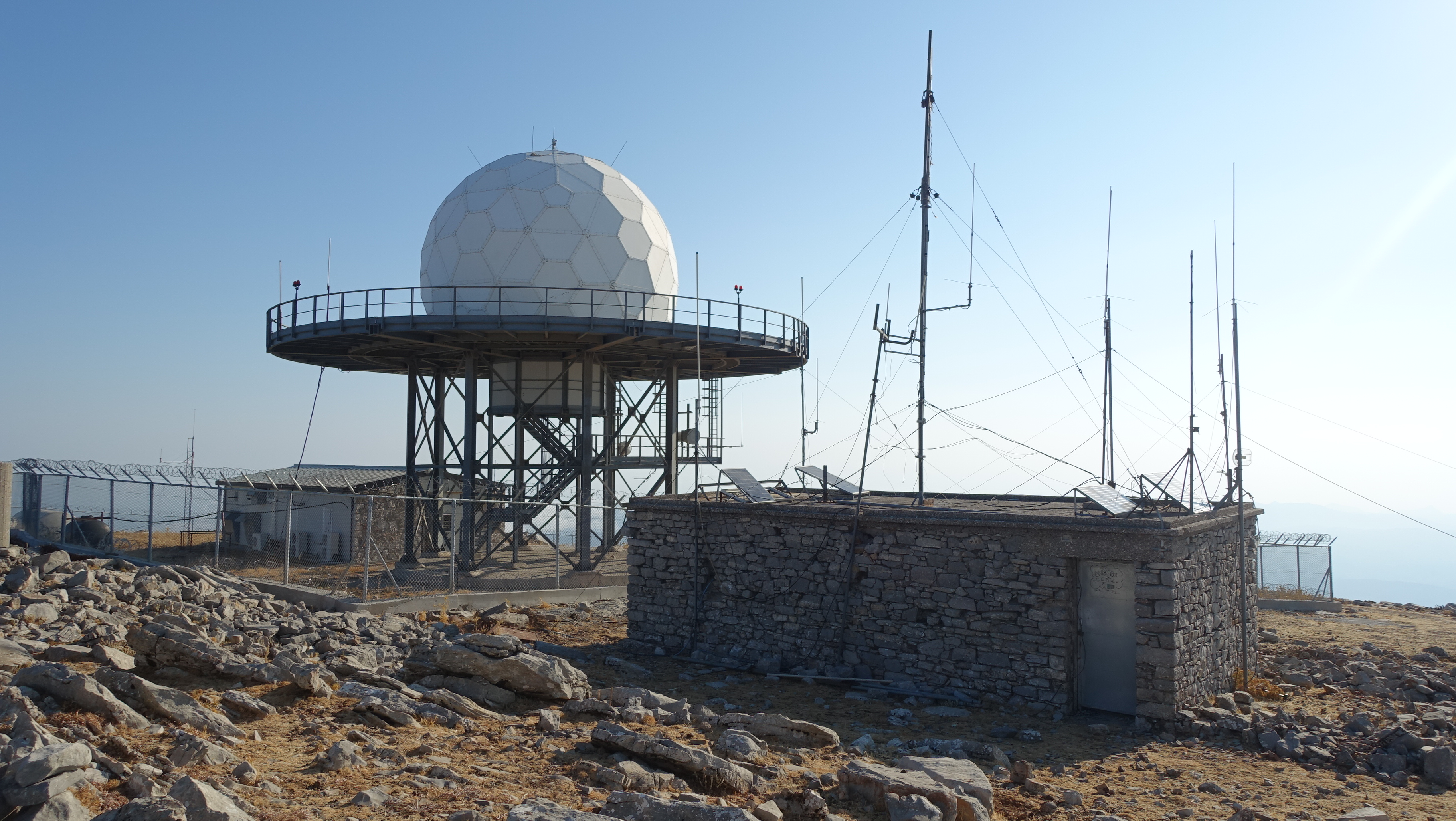
Radom auf dem Gipfel des Berges Ataviros auf Rhodos (2024)